# 79
Il 79 (LXXIX in numeri romani) è un anno  del I secolo.

## Eventi

### Impero romano
- 23 giugno - Muore Vespasiano. Il nuovo imperatore romano è suo figlio, Tito. Per acquisire il favore del Senato, il nuovo imperatore allontana da Roma la sua amante ebrea Berenice di Cilicia.
- Il Vesuvio erutta distruggendo le vicine città di Pompeii, Hercolaneum, Stabiae e Oplontis. Plinio il Vecchio, a capo della marina militare stanziata a capo Miseno, coordina le operazioni di salvataggio della popolazione ma muore soffocato.
- Il governatore della Britannia Gneo Giulio Agricola entra in Caledonia, e viene subito contrastato dalle locali tribù scozzesi che si sono alleate formando un esercito confederato.
- Viene costruito il forte di Mamucium nel nord dell'Inghilterra, nucleo originario dell'odierna città di Manchester.

## Morti
- 23 giugno - Vespasiano, imperatore romano (n. 9)
- 3 agosto - Aspreno di Napoli, vescovo e santo romano
- 25 agosto - Pomponiano, senatore romano
- 24 ottobre - Plinio il Vecchio, scrittore, naturalista e filosofo romano (n. 23)
- Aulo Cecina Alieno, militare e senatore romano
- Tiberio Claudio Balbillo, astrologo romano (n. 20)
- Drusilla, romana (n. 38)
- Drusilla di Mauretania, regina numida (n. 38)
- Giulio Sabino, condottiero gallo
- Gaio Giulio Sampsigeramo, architetto siriano

## Calendario
| Calendario 79 | Calendario 79 | Calendario 79 | Calendario 79 | Calendario 79 | Calendario 79 | Calendario 79 | Calendario 79 | Calendario 79 | Calendario 79 | Calendario 79 | Calendario 79 | Calendario 79 | Calendario 79 | Calendario 79 | Calendario 79 | Calendario 79 | Calendario 79 | Calendario 79 | Calendario 79 | Calendario 79 | Calendario 79 | Calendario 79 | Calendario 79 | Calendario 79 | Calendario 79 | Calendario 79 | Calendario 79 | Calendario 79 | Calendario 79 | Calendario 79 | Calendario 79 | Calendario 79 |
| ------------- | ------------- | ------------- | ------------- | ------------- | ------------- | ------------- | ------------- | ------------- | ------------- | ------------- | ------------- | ------------- | ------------- | ------------- | ------------- | ------------- | ------------- | ------------- | ------------- | ------------- | ------------- | ------------- | ------------- | ------------- | ------------- | ------------- | ------------- | ------------- | ------------- | ------------- | ------------- | ------------- |
|               | 1             | 2             | 3             | 4             | 5             | 6             | 7             | 8             | 9             | 10            | 11            | 12            | 13            | 14            | 15            | 16            | 17            | 18            | 19            | 20            | 21            | 22            | 23            | 24            | 25            | 26            | 27            | 28            | 29            | 30            | 31            |               |
| Gennaio       | Ve            | Sa            | Do            | Lu            | Ma            | Me            | Gi            | Ve            | Sa            | Do            | Lu            | Ma            | Me            | Gi            | Ve            | Sa            | Do            | Lu            | Ma            | Me            | Gi            | Ve            | Sa            | Do            | Lu            | Ma            | Me            | Gi            | Ve            | Sa            | Do            |               |
| Febbraio      | Lu            | Ma            | Me            | Gi            | Ve            | Sa            | Do            | Lu            | Ma            | Me            | Gi            | Ve            | Sa            | Do            | Lu            | Ma            | Me            | Gi            | Ve            | Sa            | Do            | Lu            | Ma            | Me            | Gi            | Ve            | Sa            | Do            |               |               |               |               |
| Marzo         | Lu            | Ma            | Me            | Gi            | Ve            | Sa            | Do            | Lu            | Ma            | Me            | Gi            | Ve            | Sa            | Do            | Lu            | Ma            | Me            | Gi            | Ve            | Sa            | Do            | Lu            | Ma            | Me            | Gi            | Ve            | Sa            | Do            | Lu            | Ma            | Me            |               |
| Aprile        | Gi            | Ve            | Sa            | Do            | Lu            | Ma            | Me            | Gi            | Ve            | Sa            | Do            | Lu            | Ma            | Me            | Gi            | Ve            | Sa            | Do            | Lu            | Ma            | Me            | Gi            | Ve            | Sa            | Do            | Lu            | Ma            | Me            | Gi            | Ve            |               |               |
| Maggio        | Sa            | Do            | Lu            | Ma            | Me            | Gi            | Ve            | Sa            | Do            | Lu            | Ma            | Me            | Gi            | Ve            | Sa            | Do            | Lu            | Ma            | Me            | Gi            | Ve            | Sa            | Do            | Lu            | Ma            | Me            | Gi            | Ve            | Sa            | Do            | Lu            |               |
| Giugno        | Ma            | Me            | Gi            | Ve            | Sa            | Do            | Lu            | Ma            | Me            | Gi            | Ve            | Sa            | Do            | Lu            | Ma            | Me            | Gi            | Ve            | Sa            | Do            | Lu            | Ma            | Me            | Gi            | Ve            | Sa            | Do            | Lu            | Ma            | Me            |               |               |
| Luglio        | Gi            | Ve            | Sa            | Do            | Lu            | Ma            | Me            | Gi            | Ve            | Sa            | Do            | Lu            | Ma            | Me            | Gi            | Ve            | Sa            | Do            | Lu            | Ma            | Me            | Gi            | Ve            | Sa            | Do            | Lu            | Ma            | Me            | Gi            | Ve            | Sa            |               |
| Agosto        | Do            | Lu            | Ma            | Me            | Gi            | Ve            | Sa            | Do            | Lu            | Ma            | Me            | Gi            | Ve            | Sa            | Do            | Lu            | Ma            | Me            | Gi            | Ve            | Sa            | Do            | Lu            | Ma            | Me            | Gi            | Ve            | Sa            | Do            | Lu            | Ma            |               |
| Settembre     | Me            | Gi            | Ve            | Sa            | Do            | Lu            | Ma            | Me            | Gi            | Ve            | Sa            | Do            | Lu            | Ma            | Me            | Gi            | Ve            | Sa            | Do            | Lu            | Ma            | Me            | Gi            | Ve            | Sa            | Do            | Lu            | Ma            | Me            | Gi            |               |               |
| Ottobre       | Ve            | Sa            | Do            | Lu            | Ma            | Me            | Gi            | Ve            | Sa            | Do            | Lu            | Ma            | Me            | Gi            | Ve            | Sa            | Do            | Lu            | Ma            | Me            | Gi            | Ve            | Sa            | Do            | Lu            | Ma            | Me            | Gi            | Ve            | Sa            | Do            |               |
| Novembre      | Lu            | Ma            | Me            | Gi            | Ve            | Sa            | Do            | Lu            | Ma            | Me            | Gi            | Ve            | Sa            | Do            | Lu            | Ma            | Me            | Gi            | Ve            | Sa            | Do            | Lu            | Ma            | Me            | Gi            | Ve            | Sa            | Do            | Lu            | Ma            |               |               |
| Dicembre      | Me            | Gi            | Ve            | Sa            | Do            | Lu            | Ma            | Me            | Gi            | Ve            | Sa            | Do            | Lu            | Ma            | Me            | Gi            | Ve            | Sa            | Do            | Lu            | Ma            | Me            | Gi            | Ve            | Sa            | Do            | Lu            | Ma            | Me            | Gi            | Ve            |               |